# Stanislas Niox-Chateau
Pour les articles homonymes, voir Niox-Chateau.
Stanislas Niox-Chateau, né en 1987 à Paris, est un entrepreneur français. Il est notamment le cofondateur et le PDG de la start-up Doctolib depuis 2013.

## Jeunesse et formation
Il naît en 1987 à Paris 18e d'une mère institutrice de maternelle et d'un père informaticien. Il grandit ensuite à Boulogne-Billancourt.
Suivant une formation sport-étude depuis le CM2, il joue jeune à haut niveau au tennis,,. De la génération de Gaël Monfils et Jérémy Chardy contre lesquels il a joué, il est sextuple champion junior de Paris et remporte notamment à 12 ans l'Open international de tennis des jeunes en 1999,. Il s'entraîne alors plusieurs heures par jour et ambitionne de devenir tennisman professionnel. Cependant, une grave blessure au dos le contraint à 17 ans à arrêter,.
Il obtient un baccalauréat S avec mention très bien puis fait une classe préparatoire au lycée Saint Louis et intègre HEC Paris en 2006, où il devient vice-président de la Junior-Entreprise. Il souffre dans sa jeunesse d'un fort bégaiement mais parvient finalement à le surmonter>,.

## Carrière

### Débuts
En 2010, après son école de commerce, il rejoint le fonds Otium Capital et participe au conseil de la start-up La Fourchette, une plateforme de réservation de restaurants ensuite rachetée par TripAdvisor,.

### Doctolib
En 2013, avec Jessy Bernal, Ivan Schneider, Steve Abou Rjeily, Thomas Landais et Franck Tetzlaff, il cofonde la startup Doctolib. Il est appuyé au lancement par Bertrand Jelensperger (LaFourchette), (Otium Capital), Olivier Occelli (Naturabuy) et Maxime Forgeot (Schroders). Antoine Freysz et lui avaient auparavant lancé Otium Capital, société d'investissement de Pierre-Edouard Stérin,.  
En 2019, à la suite d'une levée de fonds de 150 millions de dollars, Doctolib devient une licorne grâce à sa valorisation dépassant le milliard de dollars,. 
À partir de 2020 et lors de la pandémie de Covid-19, durant laquelle sa plateforme devient un outil logistique majeur, il s'entretient hebdomadairement avec le ministre de la santé Olivier Véran et le secrétaire d’État chargé de la Transition numérique Cédric O. Il réalise également de nombreuses apparitions médiatiques durant cette période. Il est toutefois critiqué pour son modèle de stockage des données, notamment lorsque Doctolib a été accusé d'avoir transmis des données utilisateurs à Facebook ou Outbrain, ce que l'entreprise réfute,.

## Vie privée
Il est marié à une enseignante et a trois enfants. Il est catholique pratiquant.
En 2022, Stanislas Niox-Château et son épouse ont créé Okola, un fonds de dotation dédié au bien-être des enfants. La fondation soutient des projets visant à réduire les inégalités sociales, notamment en facilitant l'accès à l'éducation pour les familles défavorisées, en développant des programmes de soutien psychologique, et en favorisant l'égalité des chances dès la petite enfance,.
Sa fortune étant estimée par Challenges à 500 millions d'euros, il ambitionne avec sa femme de créer une fondation destinée à l'éducation et à la santé des enfants,.

## Distinctions
- Chevalier de l'ordre national du Mérite (2021)